# مای لین
مای لین (انگلیسی: Mai Lin؛ زاده ۲۲ ژوئن ۱۹۵۳) یک بازیگر پورنوگرافی اهل ایالات متحده آمریکا است.